# Петанк
Пета́нк (фр. pétanque от прованс. pèd tanco — дословно «ноги — колья», поскольку при броске игрок не должен отрывать ноги от земли, пока шар не коснется земли, то есть ноги уподобляются врытым в землю кольям) — провансальский национальный вид спорта, бросание шаров.

## Описание

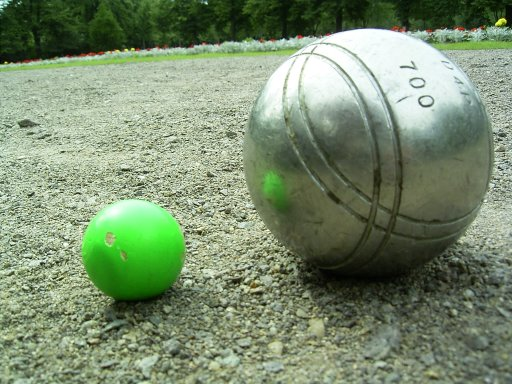
Кошонет и шар

Цель игры состоит в том, что игроки двух команд на площадке размером 15 на 4 м по очереди бросают металлические шары, стараясь как можно ближе поставить свой шар рядом с маленьким деревянным шаром — кошонетом (фр. cochonnet — поросёнок). При этом металлический шар может задеть кошонет, или сбить шар соперника, чтобы оттолкнуть его. Главное чтобы в конце игры один или несколько шаров команды оказались ближе к кошонету, чем шары соперника. За каждый такой шар начисляется одно очко. Игра продолжается до 13 очков.
Правила игры в петанк в чём-то имеют сходство с кёрлингом, однако присутствуют также черты боулинга, бильярда, ордо и боулз.
Играть в петанк можно на любой площадке: песчаной, грунтовой, гравийной и т. д.
Размеры и вес шаров:
- кошонет — 30 мм, вес — 10—18 г;
- металлические — 70,5—80,0 мм, вес — 650—800 г.

Состав команд: по 1 человеку (тет-а-тет), по 2 (дуплет) или по 3 человека (триплет) в каждой. Возрастных ограничений нет.

## История

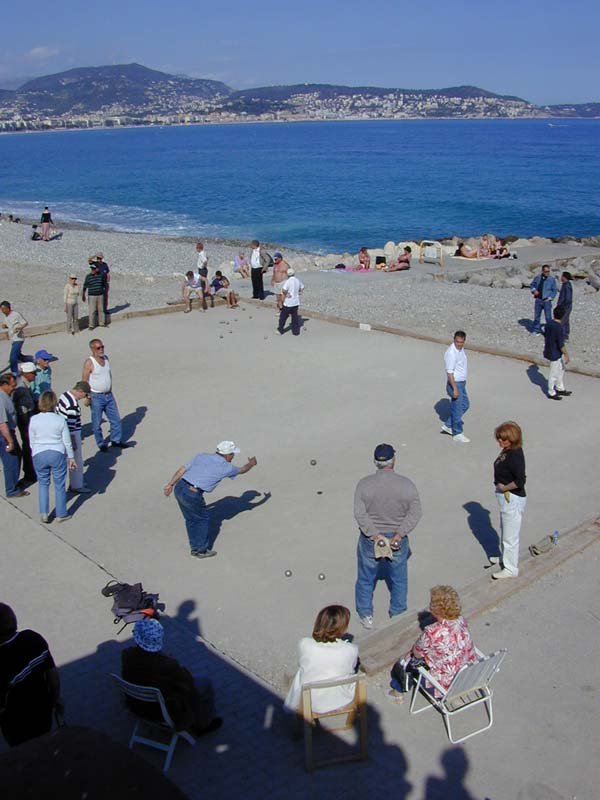
Петанк на свежем воздухе

Игры, похожие на петанк, существовали по всему миру. Обычно использовали круглые камни, а упражнялись в дальности броска или бросали окованные железом деревянные шары на точность попадания.
Особо развилась игра в средние века под названием фр. «bouleurs». Она стала настолько популярна, что в XIV веке был введён запрет на эту игру, чтобы подданные занимались более полезными упражнениями: фехтованием или стрельбой из лука.
Известен случай, когда в 1792 году в Марселе при игре в шары погибло 38 человек. На территории монастыря, где проходила игра, размещался пороховой склад, а в качестве шаров игроки использовали пушечные ядра. По одной из версий во время игры ядро высекло из каменного пола искру, и вспыхнули частички пороха, по другой — одно из ядер оказалось пороховой гранатой.
Несмотря на запреты, игра дожила до наших дней. В различных формах, под разными названиями она существует в различных странах Средиземноморья и в Великобритании. В том виде, в котором он известен в наши дни, петанк появился в 1907 году.
В настоящее время игроки в петанк объединены в Международную федерацию, в России также есть национальная федерация петанка.